# Güterverkehrszentrum Bremen
Das Güterverkehrszentrum Bremen (GVZ Bremen) ist das größte Güterverkehrszentrum in Deutschland. Das Zentrum erstreckt sich auf einem 472 ha großen Gelände in Bremen-Strom in unmittelbarer Nähe des Neustädter Hafens. Es stellt ca. 1,2 Millionen Quadratmeter Hallenflächen für derzeit ca. 150 Unternehmen bereit. Im GVZ befindet sich das größte Hochlager Europas der BLG Logistics Group. Das Zentrum stellt ein integriertes KLV-Terminal (Kombinierter Verkehr) sowie einen Feederdienst über Neustädter Hafen bereit. In den Firmen des GVZ arbeiten ca. 8000 Menschen.
Betreiber des Zentrums ist die GVZ Entwicklungsgesellschaft mbH. Sie ist auch die Interessenvertretung der im GVZ ansässigen Unternehmen.

## Lage und Umfeld
Die Lage des GVZ Bremen liegt verkehrslogistisch günstig. Mit der Eröffnung des JadeWeserPorts liegt Bremen im Mittelpunkt der drei bedeutendsten deutschen Häfen Bremerhaven, Wilhelmshaven und Hamburg.

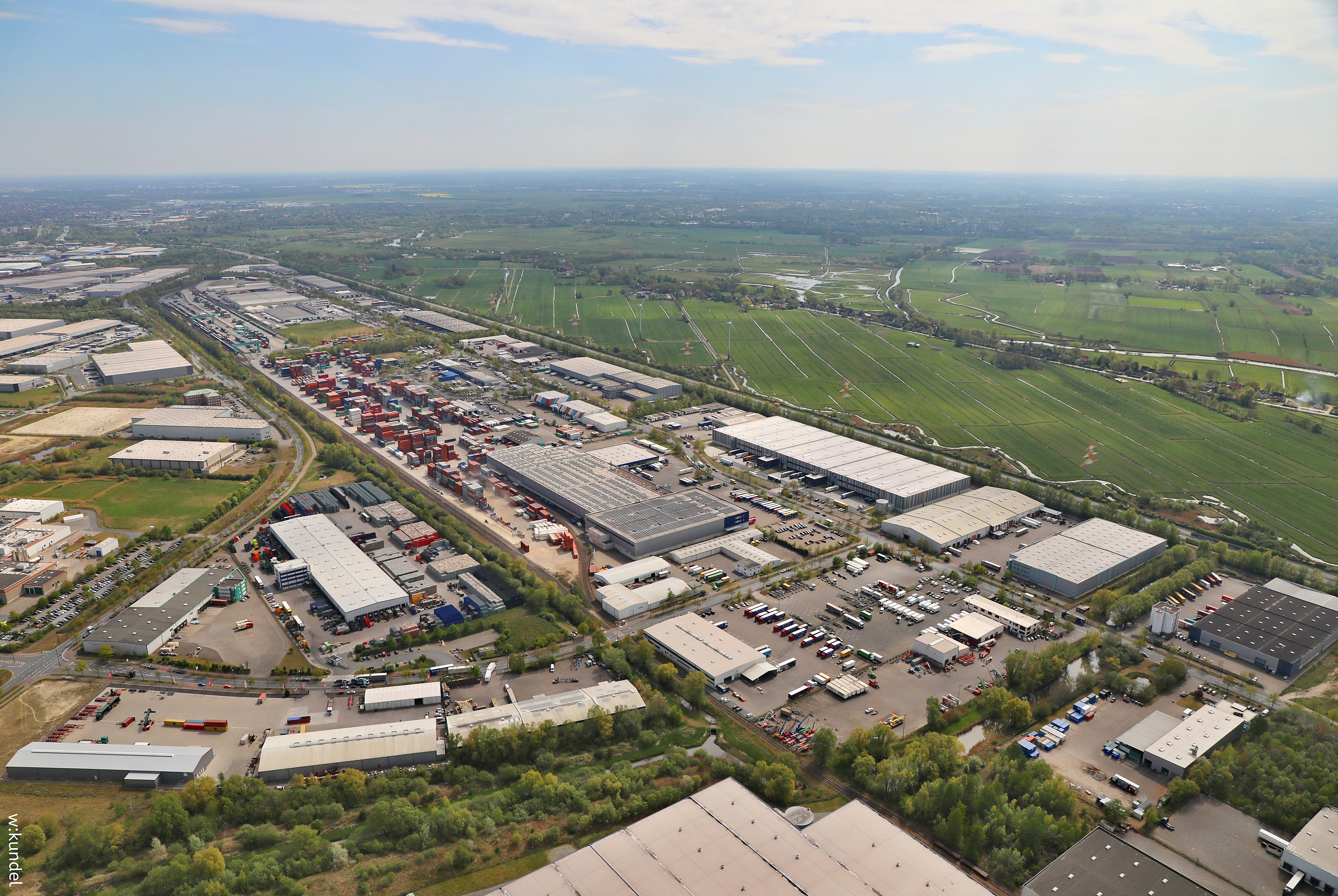
Das GVZ Bremen aus der Luft gesehen

### Verkehrsanbindungen

#### Straße
Über die Straße ist das GVZ wie folgt erreichbar:
- Bundesautobahn 1: Osnabrück/Hamburg über Bundesautobahn 281
- Bundesautobahn 27: Bremerhaven/Hannover
- Bundesautobahn 28: Oldenburg/Emden/Leer/Niederlande
- Bundesautobahn 29: Wilhelmshaven (JadeWeserPort)
- Bundesstraße 212: Brake, Nordenham

#### Schiene
Mehrere Schienenstränge führen ins GVZ und sind über den Bahnhof Bremen-Neustadt an den Bremer Hauptbahnhof und die Strecken nach Hamburg, Bremerhaven, Oldenburg, den JadeWeserPort und nach Süden angeschlossen.

#### Wasser
Über den Neustädter Hafen ist das GVZ direkt durch die Bundeswasserstraße Unterweser über Bremerhaven mit der Nordsee und die Feederdienste angebunden.

#### Luft
Luftfracht kann über den Flughafen Bremen abgewickelt werden. In unmittelbarer Nähe des Flughafens befindet sich auch das regionale Verteilzentrum der Deutschen Post AG.

### ÖPNV
Die BSAG-Buslinie 63 verbindet den Bremer Hauptbahnhof mit dem GVZ. Die Busse dieser Linie fahren insbesondere zum Schichtwechsel sehr häufig und wird durch die Express-Buslinie 63S ergänzt, die über die B75, an Stelle des normalen Linienweges über Am Brill und Neustadt geführt wird. Die weiteren Buslinien 61, 62, 65 und 66 verbinden den Stadtteil Rablinghausen mit Strom und Hasenbühren. Zwischen Dezember 2021 und Dezember 2023 gab es einen Probebetrieb der Linie 208 mit montags–freitags drei Direktverbindungen von und nach Delmenhorst.

## Geschichte
Das GVZ Bremen wurde ab 1985 auf Flächen der Ortsteile Seehausen und Strom sowie des Stadtteils Häfen errichtet. Das GVZ umfasst 472 Hektar Fläche, die zur Hälfte belegt worden ist (Stand 2012).

### Naturschutz
Die Flächen des heutigen GVZ waren durchzogen von Gräben der typischen Bremer Marschlandschaft. Vor allem Wasser- und Watvögel brüteten in dem Gebiet. In den weiten Strauch- und Schilfflächen brütete unter anderem die Beutelmeise. Durch die Erschließung als Gewerbegebiet wurden diese Biotope zerstört. Als Ausgleichsmaßnahme wurde die Ochtumniederung bei Brokhuchting in der Bremer Wesermarsch, durchzogen von der neuen und alten Ochtum, ab 1998 unter Schutz gestellt.

### Erwartungen
Mit der Eröffnung des JadeWeserPorts erwartete das GVZ Bremen einen Anstieg des Volumens umgeschlagener Güter und einen weiteren Bedeutungsgewinn als Logistikdrehscheibe in Deutschland.

## Firmen

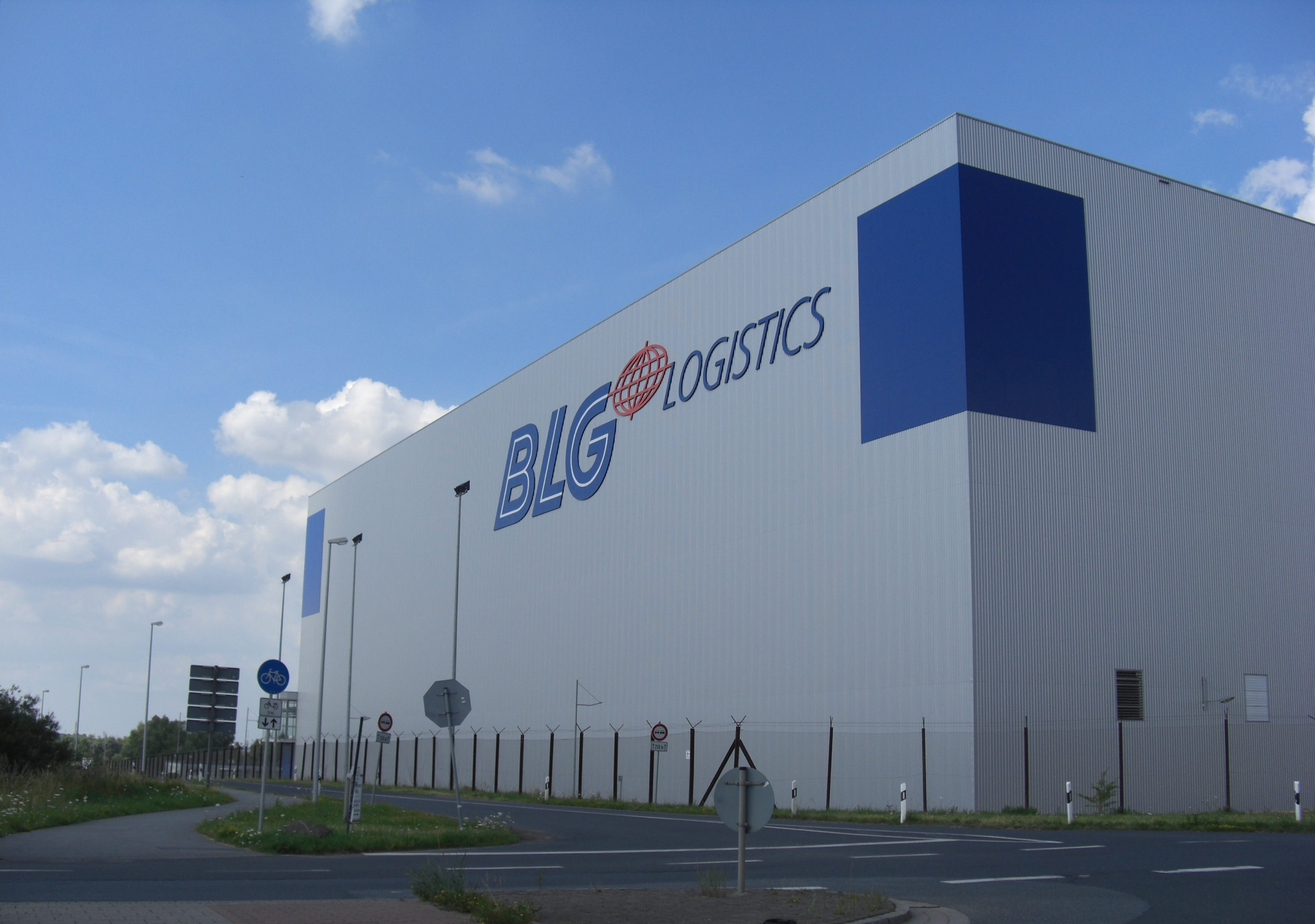
Europas größtes Hochregallager der BLG Group im GVZ Bremen (2008)

Im Zentrum sind neben typischen verkehrswirtschaftlichen Betrieben (Speditionen), Logistik-Dienstleistern auch logistikintensive Industrie- und Handelsunternehmen vertreten (Tchibo u. a.), sowie Service-Dienstleister.
Zu den größeren Unternehmen gehört das Postfrachtzentrum des DPD Deutscher Paket Dienst.